# 三輪定広

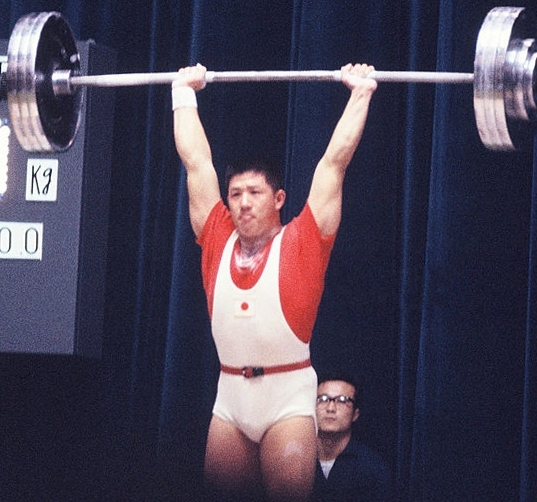
三輪 定広 1964年

三輪 定広（みわ さだひろ、1941年5月16日 - 2003年頃）は、日本の元重量挙げ選手。1964年、1968年夏季オリンピック日本代表選手。結婚後の苗字は金子。

## 経歴
1964年東京オリンピック、1968年メキシコシティーオリンピックに日本代表選手として参加したが、いずれも東京オリンピックでは5位、メキシコシティーオリンピックでは10位であった。
時期は不明であるが故人である。